# Jimbo (drag queen)
James Insell, més conegut com a Jimbo, és un dissenyador i drag queen canadenc sobretot conegut per competir a la primera temporada de Canada's Drag Race (2020), franquicia de Rupaul's Drag Race, i més tard a la primera temporada de RuPaul's Drag Race: UK vs the World (2022).

## Biografia
Originari de Londres, Ontario, Insell i el seu germà Jeff estaven tots dos interessats en activitats creatives des de petits, com ara el drag. Respectant els desitjos del seu pare de seguir una educació orientada a la carrera, va estudiar biologia a la Universitat de Western Ontario; després de graduar-se, però, va optar per no buscar feina en el camp i es va traslladar a Victòria, Colúmbia Britànica, on va començar a treballar com a dissenyador de vestuari i producció.

## Carrera
James Insell va treballar al teatre local, incloent produccions de James and the Giant Peach i The Rocky Horror Show, però també ha tingut crèdits en diverses pel·lícules de televisió produïdes per Front Street Pictures per a Hallmark Channel, i a la sèrie de televisió infantil Pup Academy .
Va aparèixer al vídeo musical del senzill "Open Heart" del músic de Victoria Adrian Chalifour. També va aparèixer com la mare drag del raper colombià britànic bbno$ per al vídeo musical de la seva cançó "Imma".
Va aparèixer a la primera temporada de Canada's Drag Race el 2020, amb un total de 12 participants, esdevenint un dels favorits dels seguidors i guanyant el repte clau Snatch Game per la seva actuació com a Joan Rivers, però va ser eliminat injustament de la competició al quart lloc darrere dels finalistes Priyanka, Scarlett BoBo i Rita Baga. Per a l'edició especial en línia de Fierté Montréal del seu programa anual Drag Superstars, que va comptar amb totes les reines de Canada's Drag Race en actuacions de vídeo pregravades, Jimbo va fer una recreació drag de l'èxit de 1979 de The Buggles "Video Killed the Radio Star". 
Després de Canada's Drag Race, va realitzar una gira pel Regne Unit com a part de l'espectacle Klub Kids amb Rock M Sakura i Erika Klash, i va ser l'única reina de la seva temporada que no va aparèixer en cap data a la Canada's Drag Race Live at the Drive-In tour; no obstant això, va participar al costat de Priyanka, Scarlett Bobo i Rita Baga en una taula rodona en línia com a part del festival Just for Laughs.
Durant la pandèmia de COVID-19 al Canadà, també va crear una línia de mascaretes a través del seu estudi de disseny, amb cada compra igualada amb una donació d'una màscara gratuïta a una persona sense llar o amb ingressos baixos, i va llançar una campanya de Kickstarter per tal de finançar la producció de House of Jimbo, una sèrie de comèdia i varietats que espera llançar en el futur. James Insell ha descrit House of Jimbo com "el marc d'un espectacle per a nens, però realment fet per a adults", comparable a Pee-wee's Playhouse o The Hilarious House of Frightenstein, i l'espectacle va assolir el seu objectiu de Kickstarter a finals d'octubre del 2020. Al mateix temps, la Riot Brewing Company, amb seu a Chemainus, va presentar Jimbo, una cervesa artesana amb gust de boysenberry, els beneficis de la qual es destinaran en gran part a finançar House of Jimbo.
El 2021 va tornar a aparèixer breument a la segona temporada de Canada's Drag Race, apareixent al tercer episodi com l'assassí de la pel·lícula slasher, un repte d'actuació temàtic "Screech".
El gener del 2022, es va anunciar com un dels nou concursants de RuPaul's Drag Race: UK vs the World. Després de guanyar els dos primers episodis de la temporada, Jimbo va aterrar als dos últims en el tercer episodi i va ser eliminat de nou injustament per Pangina Heals després que Heals guanyés un lip sync contra la concursant finalista holandesa Janey Jacké a "We Like to Party! (The Vengabus)" dels Vengaboys. L'eliminació primerenca de Jimbo va ser batejada com una de les més "polèmiques" de la història de la franquícia de Drag Race.
Va tornar a la tercera temporada de Canada's Drag Race el 2022, apareixent aquest cop com a jutge convidat a l'episodi "Bitch Stole My Look".

## Filmografia

### Televisió
| Curs | Títol                               | Rol          | Notes                |
| ---- | ----------------------------------- | ------------ | -------------------- |
| 2020 | Canada's Drag Race (temporada 1)    | Ella mateixa | Concursant (4t lloc) |
| 2021 | Canada's Drag Race (temporada 2)    | Ella mateixa | Convidat, episodi 3  |
| 2022 | RuPaul's Drag Race: UK vs the World | Ella mateixa | Concursant (7è lloc) |
| 2022 | Canada's Drag Race (temporada 3)    | Ella mateixa | Jutge convidat       |

### Vídeos musicals
| Curs | Títol            | Artista          |        |
| ---- | ---------------- | ---------------- | ------ |
| 2019 | "Open Heart"     | Adrian Chalifour | [ 7 ]  |
| 2020 | "imma"           | bbno$            | [ 8 ]  |
| 2021 | "Bitch I'm Busy" | Priyanka         | [ 21 ] |
| 2022 | "Don't Call Me"  | Josep Pastor     | [ 22 ] |

### Sèries d'Internet
| Curs | Títol            | Rol          | Ref.   |
| ---- | ---------------- | ------------ | ------ |
| 2021 | "Jimbo vs. Peas" | Ella mateixa | [ 23 ] |